# La primera profecía
La primera profecía (título original en inglés: The First Omen) es una película estadounidense de terror sobrenatural dirigida por Arkasha Stevenson, quien coescribió el guion con Tim Smith y Keith Thomas a partir de una historia de Ben Jacoby. Es una precuela de La profecía (1976), siendo a su vez la quinta película de la franquicia. La película es protagonizada por Nell Tiger Free, Tawfeek Barhom, Sônia Braga, Ralph Ineson y Bill Nighy . En la trama principal de la película una joven novicia llega a un orfanato en Italia para comenzar su servicio mientras descubre una conspiración que planea organizar el nacimiento del anticristo.

## Argumento
En 1971 el excomulgado padre Brennan se pone en contacto con su colega el padre Harris para informarse sobre una bebé de nombre “Scianna”. Pese a los esfuerzos del padre por obtener más información; Harris rehúsa hablar de más asegurando que cuando tenga la edad suficiente será elegida. A su salida de la iglesia el padre Harris muere por un tubo de metal que cae de una construcción, desgarrando parte de su cráneo delante del impactado padre Brennan. 
Algún tiempo después en Roma, Italia, la novicia estadounidense Margaret Daino llega al país para comenzar su servicio en plena época de protestas. Después de ser recibida por el cardenal Lawrence, Margaret llega al orfanato Vizzardeli donde es presentada con la hermana Silvia, la abadesa del lugar, el padre Gabriel y la retraída y excéntrica hermana Angélica. Durante su recorrido en el orfanato, Margaret conoce a una problemática y solitaria niña llamada Carlita Scianna, quien es frecuentemente aislada de las demás niñas por su comportamiento agresivo y peculiar.
Más tarde Margaret conoce a su compañera de cuarto Luz, quien suele frecuentar clubes y bares por las noches antes del día para tomar sus votos como monja. Al día siguiente Luz convence a Margaret de salir juntas a un club donde conoce a un joven llamado Paolo con quien baila y se divierte hasta que al día siguiente Margaret despierta sin recuerdos de lo que hizo hace unas horas. El padre Brennan aprovecha cuando Margaret se queda sola para advertirle que se aleje de la niña Scianna, asegurando que cosas diabólicas sucederán a su alrededor, pero Margaret lo ignora creyendo que es un demente. 
La predicción de Brennan se cumple cuando de regreso en el orfanato, la hermana Angélica se inmola a sí misma y se cuelga en el patio delante de Carlita, las demás niñas y gran parte de las hermanas presentes. Después de lo sucedido, Margaret busca al padre Brennan en su departamento donde este le explica que existe una segunda iglesia que por años ha conspirado para combatir el secularismo y que su plan es organizar el nacimiento del mismo anticristo para atraer a las personas a de vuelta a la iglesia. Margaret de nuevo se rehúsa a creer en la palabra del padre Brennan y se va de su departamento cuando le advierte que Carlita podría ser la futura madre de la criatura.           
En una excursión en grupo, Margaret habla en privado con Carlita si alguna vez fue perturbada por alguien a lo que Carlita responde que tiene frecuentes visiones que la atormentan, pero se siente ofendida cuando Margaret intenta convencerla de que no son reales. De pronto, la hermana Silvia aparece para escoltar a todos fuera debido a los disturbios provocados por una protesta en la que Margaret es separada del grupo y es asediada por una garra demoniaca que la hace entrar en pánico mientras es observada por la hermana Silvia. Una vez en el orfanato, la hermana Silvia le ordena a la novicia que se aleje de Carlita por que teme que su relación con ella la haya infectado con sus visiones y le sugiere postergar sus votos indefinidamente.
En camino a su hogar, Margaret identifica a Paolo en las calles e intenta hablar con él, sin embargo este la evita disgustado y le sugiere que busque la marca antes de ser estampado contra una pared con una camioneta que lo parte en dos una vez que Margaret intenta auxiliarlo. En el día de la ceremonia de Luz, Margaret se escabulle en la oficina de la hermana Silvia y descubre un pasaje a un sótano donde encuentra un archivo con expedientes que contienen información sobre varias bebés identificadas como Scianna de las cuales todas fallecieron con excepción de Carlita. Convencida de que Carlita no esta a salvo, Margaret roba los expedientes e intenta escapar con la niña antes de ser retenida por las hermanas, durante el forcejeo Margaret confirma que Carlita tiene el número de la bestia en su paladar. Margaret termina encerrada en el cuarto aislado apodado “el cuarto malo”, lugar donde es atormentada por una visión de una carbonizada Angélica. 
Con ayuda del padre Gabriel, Margaret se reúne con el padre Brennan para compartirle los expedientes y confirmar su teoría sobre la conspiración y el rol de Carlita como la madre del anticristo. No obstante, Margaret sospecha que debe haber otra sobreviviente de los partos al ver que en una fotografía hay una bebe con la marca en su cabeza. Al examinar el expediente de la Scianna cinco, y al recordar las palabras de Paolo, Margaret deduce que ella es la otra sobreviviente y así recuerda que la noche en que se desmayó fue violada en un ritual satánico. Creyendo que puede escapar, Margaret es escoltada de vuelta al orfanato hasta que en un accidente automovilístico, ella aparentemente sale como la única sobreviviente antes de que su vientre se hinche y comience a convulsionar. 
Margaret es llevada a una habitación secreta donde delante de varios de los miembros de la iglesia incluidos Lawrence, Silvia y Luz, presencian como Margaret da luz a gemelos una niña y un varón. Margaret engaña a Lawrence para que le entregue en brazos a su hijo con el pretexto de sostenerlo en brazos solo para clavarle al cardenal un bisturí en el cuello e intenta acabar con el niño, pero es detenida por Luz que la apuñala para dejarla a su suerte. La hermana Silvia ordena que se queme el lugar con Margaret y su hija incluidas. Carlita acude en rescate de ambas y juntas escapan del lugar mientras contemplan como el chacal demoniaco que la violó es consumido por las llamas. Mientras tanto el plan de la iglesia satánica continúa al enviar al bebé con el embajador estadounidense Robert Thorn para reemplazar a su hijo biológico, que su esposa Katherine supuestamente ha abortado.
Años después Margaret junto a su hija y Carlita viven aisladas en una cabaña en las montañas hasta que son visitadas por el padre Brennan, quien es expulsado a punta de pistola por Margaret quien le pide que la deja en paz. El padre Brennan asegura estar ahí para advertir que los demás en el orfanato saben que sigue viva y que su hija será importante en el futuro, mientras se retira el padre Brennan revela el nombre con el que fue bautizado su hijo, el anticristo: Damien.

## Reparto
- Nell Tiger Free como Margaret Daino, una estadounidense enviada a Roma para trabajar en un orfanato.
- Sônia Braga como Sor Silvia, abadesa del orfanato Vizzardeli en Roma.
- Ralph Ineson como el padre Brennan, un sacerdote que advierte a Margaret de una conspiración dentro de la iglesia.
- Bill Nighy como el cardenal Lawrence, un miembro de alto rango de la iglesia católica.
- Tawfeek Barhom como el padre Gabriel, un miembro del clero católico que trabaja en el orfanato.
- María Caballero como Luz Valez, compañera de piso de Margaret en Vizzardeli.
- Nicole Sorace como Carlita Skianna, una niña mayor de Vizzardeli.
- Eugenia Delbue como la mujer embarazada y primera ofrenda